# Turk (schaakmachine)

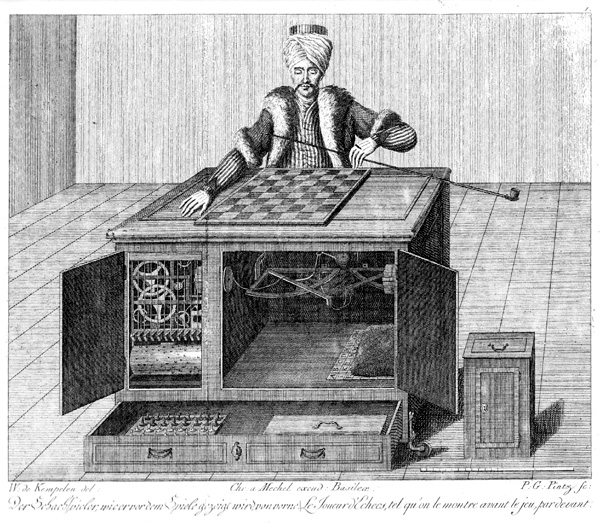
Een kopergravure van de Turk, met open kastdeuren. Een liniaal rechtsonder geeft de schaal weer. Kempelen was een ervaren graveur en heeft deze afbeelding mogelijk zelf gemaakt.

De Turk, ook wel bekend als de Mechanische Turk (Hongaars: A Török), was een schaakmachine gebouwd in de late 18e eeuw. Hij werd van 1770 tot 1854 tentoongesteld door verschillende eigenaren als een automaton, hoewel hij uiteindelijk werd ontmaskerd als een uitgebreide hoax. Hij werd gebouwd en onthuld in 1770 door de Hongaarse edelman en uitvinder Wolfgang von Kempelen om indruk te maken op keizerin Maria Theresa van Oostenrijk. Het mechanisme leek in staat om een sterk schaakspel tegen een menselijke tegenstander te spelen, evenals een paardenrondgang uit te voeren, een puzzel waarbij de speler het paard zodanig moet verplaatsen dat elk vlak van het schaakbord precies één keer wordt geraakt.
In werkelijkheid zat er een kleine, sterke schaker in. De werking van deze machine, eigenlijk dus een goocheltruc, was jarenlang een mysterie. Met een bekwame bestuurder won de Turk bijna 84 jaar lang de meeste gespeelde wedstrijden tijdens zijn demonstraties in Europa en Noord-Amerika, waarbij hij veel uitdagers versloeg, onder wie staatslieden zoals Napoleon Bonaparte en Benjamin Franklin. Het apparaat werd later gekocht door Johann Nepomuk Maelzel in 1804. De schaakmeesters die het toestel in het geheim bedienden, waren onder anderen Johann Allgaier, William Lewis, Jacques Mouret en William Schlumberger. Wie het mechanisme bediende tijdens de oorspronkelijke tour van Kempelen, is onbekend.

## Geschiedenis

### Bouw

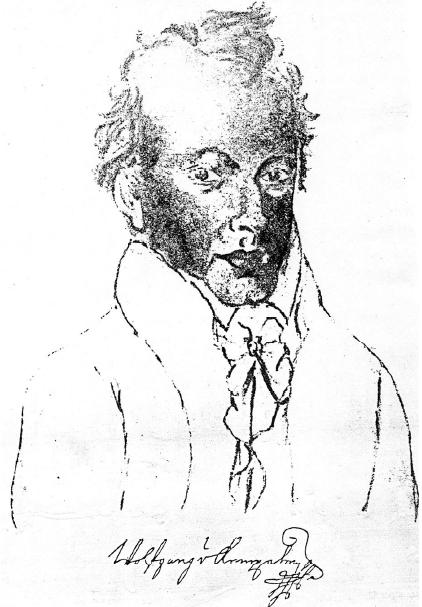
Zelfportret in houtskool van Wolfgang von Kempelen

Von Kempelen werd geïnspireerd om de Turk te bouwen nadat hij aan het hof van Maria Theresa van Oostenrijk in Paleis Schönbrunn had verbleven, waar andere illusionisten een goochelact uitvoerden. Von Kempelen beloofde naar het paleis terug te keren met een nog mooiere uitvinding.

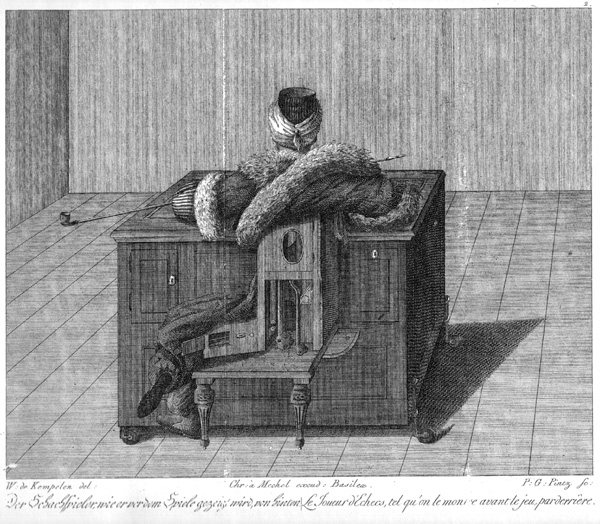
Gravure van de Turk uit het boek Inanimate Reason van Karl Gottlieb von Windisch uit 1784

Het resultaat was de automaton schaker die tegenwoordig als 'de Turk' bekend staat. De machine bestond uit een levensgrote pop met een menselijk hoofd en torso, een zwarte baard en grijze ogen. De pop droeg Ottomaanse kleren en een tulband. Zijn linkerarm hield een lange Ottomaanse rookpijp vast, terwijl zijn rechterarm boven op een grote kast lag, die ongeveer 110 cm lang, 60 cm breed en 75 cm hoog was. Boven op de kast was een schaakbord van achttien centimeter groot. De voorkant van de kast bestond uit drie deuren, een opening en een lade, die kon worden geopend, zodat een rood en wit gekleurd ivoren schaakspel tevoorschijn kwam.

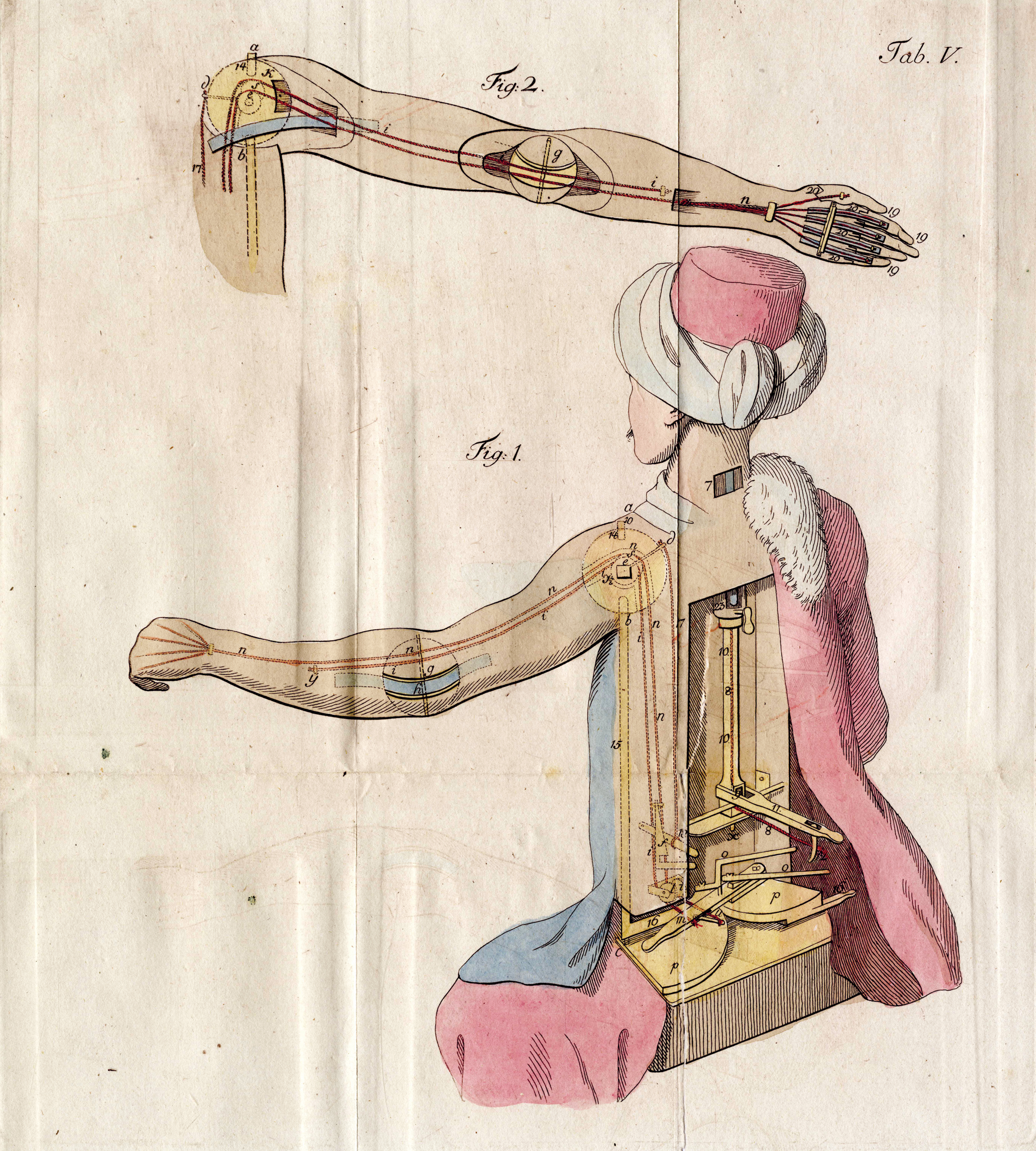
Illustratie van de werking van het model.
Verkeerde afbeelding door Racknitz

Het interieur van de machine was nogal ingewikkeld en ontworpen met het idee om toeschouwers te misleiden. De verschillende delen werden om te schaken door een mens via interne hendels en machines bestuurd. Wanneer de deuren aan de linkerkant werden geopend, onthulden de voordeuren van de kast een aantal tandwielen die op een uurwerk leken. Dit gedeelte was zo ontworpen dat als de achterdeuren van de kast tegelijkertijd open waren, men door de machine heen kon kijken. Aan de andere kant van de kast stonden geen machines, in plaats daarvan bevatte het een rood kussen en enkele verwijderbare delen, evenals structuren van messing. Dit gebied was ontworpen om een duidelijk zicht door de machine te bieden. Onder de gewaden van het Ottomaanse model waren twee andere deuren verborgen. Deze legden uurwerkmachines bloot en boden een soortgelijk onbelemmerd zicht door de machine. Het ontwerp maakte het mogelijk om alle deuren van de machine voor het publiek open te doen en zo de illusie te behouden.
Zowel het uurwerk dat zichtbaar was aan de linkerkant van de machine alsmede de lade waarin het schaakbord zat, strekten zich niet volledig uit naar de achterkant van de kast. De lade verschoof slechts een derde van de maximale afstand. In de machine werd een schuifzitting geïnstalleerd waarmee de bestuurder van de ene plaats naar de andere kon schuiven en kon voorkomen dat hij werd opgemerkt terwijl de ander de verschillende deuren opendeed.
Het schaakbord op de bovenkant van de kast was dun genoeg om een magnetische koppeling mogelijk te maken. Aan het grondvlak van elk schaakstuk was een kleine, sterke magneet bevestigd. Toen de schaakstukken op het bord werden geplaatst, werden de stukken automatisch gekoppeld aan een andere magneet die op zijn beurt aan een draadje was gebonden. Elk draadje was onder een specifieke plaats op het bord bevestigd. Hierdoor kon de bediener in de machine zien welke stukken zich waar op het schaakbord bewogen. De onderkant van het schaakbord had de overeenkomstige nummers 1 tot en met 64, waardoor de bestuurder kon zien welke plaatsen op het bord werden beïnvloed door de zet van de speler. De magneten in de machine waren zodanig geplaatst dat andere magneten ze niet konden beïnvloeden. Von Kempelen liet vaak opzettelijk een grote magneet aan de zijkant van het bord zitten om aan te tonen dat de machine niet door magnetisme werd beïnvloed.

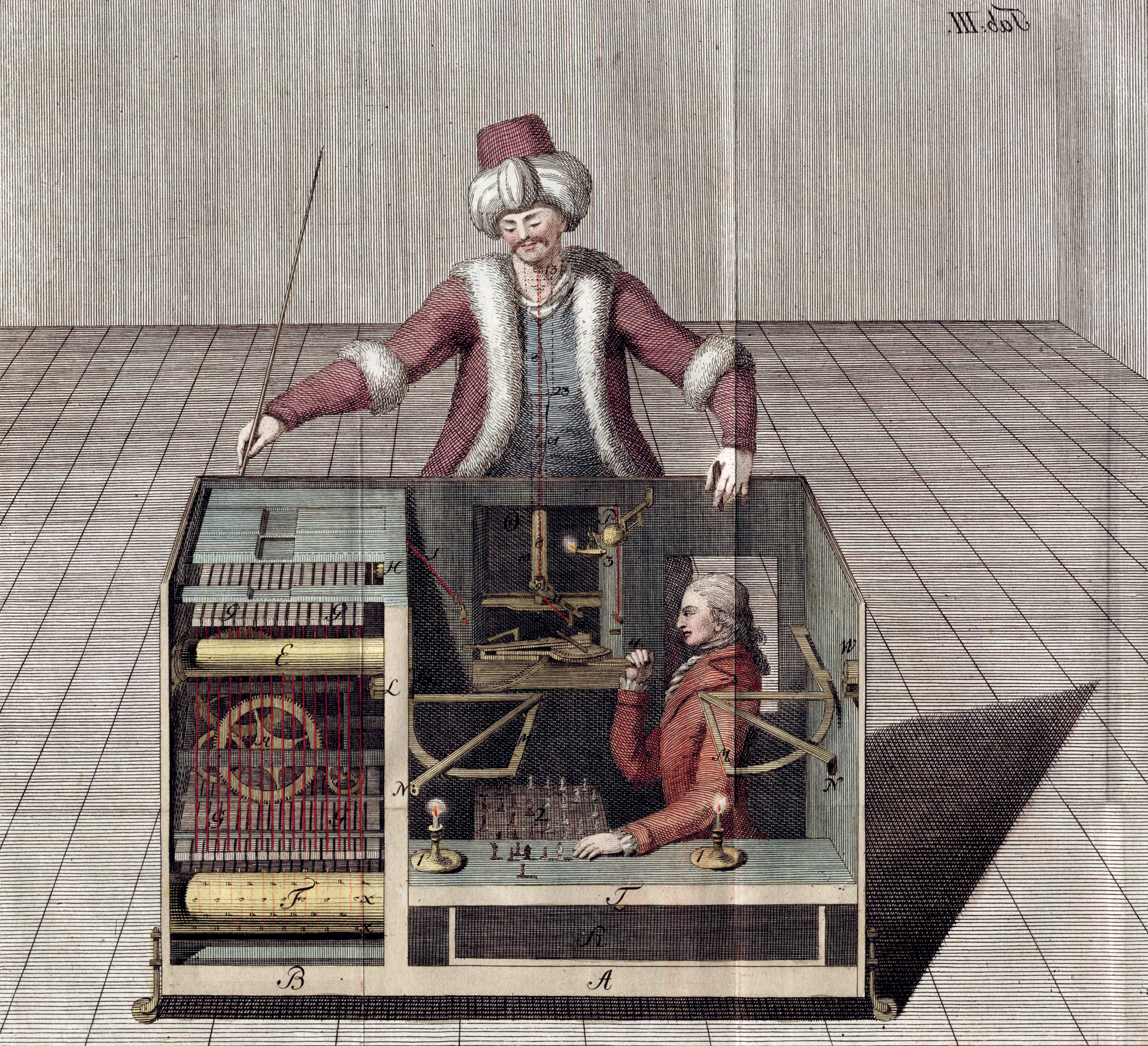
Dwarsdoorsnede van de Turk door van Racknitz. Racknitz had ongelijk wat betreft de positie van de bestuurder evenals de afmetingen van de machine.

Het interieur bevatte een schaakbord bestaande uit geperforeerd hardboard dat met een reeks hendels was verbonden die op een pantograaf leek. Dit diende voor de besturing van de linkerarm van het model. De metalen punt op de pantograaf bewoog over het schaakbord dat aan de binnenkant was gemonteerd, terwijl tegelijkertijd de arm van de Turk over het schaakbord bewoog. De bestuurder was in staat om de arm van de Turk op en neer te bewegen. Met het draaien van de hendel kon de hand van de Turk worden geopend en gesloten. Hiermee kon de Turk de stukken op het bord oppakken. De persoon, die het geheel bediende, moest het met het licht van een kaars doen. De machine had tevens een ventilatiesysteem. Andere delen van de machine maakten uurwerkachtige geluiden wanneer de Turk een beweging maakte, wat verder bijdroeg aan de illusie van de machine. De Turk vertoonde verschillende gezichtsuitdrukkingen tijdens een wedstrijd. Johann Nepomuk Maelzel, een latere eigenaar van de machine, voegde een spraakmachine aan de Turk toe. Hiermee kon de machine Échec! zeggen, wat in het Frans schaak betekent.
De machinebestuurder had ook middelen ter beschikking om te communiceren met de presentator buiten. Twee koperen schijven met nummers erop werden tegenover elkaar geplaatst aan de binnen- en buitenkant van de kast. Met een staaf konden de schijven naar het gewenste nummer worden gedraaid, wat als een code tussen de twee functioneerde.

### Tentoonstelling
De Turk debuteerde in 1770 in Paleis Schönbrunn, ongeveer zes maanden na zijn vorige bezoek. Kempelen presenteerde wat hij had gebouwd en begon met de demonstratie van de machine en de onderdelen ervan. Kempelen opende de deuren en laden van de kast, waardoor het publiek de machine kon inspecteren. Vervolgens kondigde Kempelen aan dat de machine klaar was voor een uitdager.
Kempelen informeerde de speler dat de Turk de witte stukken zou gebruiken en de eerste zet zou doen. De Turk zou twee keer knikken als hij de koningin van zijn tegenstander kon uitschakelen, en drie keer als de koning schaak stond. De Turk schudde zijn hoofd als een tegenstander een illegale zet maakte en schoof het stuk terug en deed zijn eigen zet, waardoor hij de zet van zijn tegenstander verbeurde. In een poging om de machine te misleiden, probeerde een Franse schrijver tijdens een wedstrijd de koningin te verplaatsen alsof het een paard was. Hierover schreef hij: "mijn mechanische tegenstander was niet gediend van deze zet; hij pakte mijn koningin op en verplaatste het stuk terug naar het oorspronkelijke vlak waaruit ik het had verplaatst". Tijdens de wedstrijd nodigde Kempelen de toeschouwers uit om magneten en zeilstenen naar de kast te brengen en te onderzoeken of de machine werd aangedreven door een vorm van magnetisme. De eerste persoon die tegen de Turk speelde was een Oostenrijkse hoveling in het paleis. Net als andere uitdagers op die dag werd hij snel verslagen, waarop toeschouwers van mening waren dat de machine agressief speelde en meestal zijn tegenstanders binnen dertig minuten versloeg.

De paardenrondgang zoals hij opgelost werd door de Turk

Een ander onderdeel van de tentoonstelling van de machine was de voltooiing van de beroemde schaakpuzzel genaamd paardenrondgang. De puzzel vereist dat de speler een paard over een schaakbord laat bewegen waarop elke vlak slecht een keer wordt geraakt. Terwijl de meeste ervaren schakers van die tijd nog steeds worstelden met de puzzel, was de Turk in staat om de puzzel zonder enig probleem te voltooien vanaf elk startpunt.
De Turk had ook de mogelijkheid om te praten met toeschouwers met behulp van een letterbord. De bestuurder, wiens identiteit in de periode dat Kempelen de machine in Paleis Schönbrunn presenteerde onbekend is, kon dit in het Engels, Frans en Duits doen. De gesprekken gingen over onderwerpen zoals leeftijd, de burgerlijke staat en de geheime werking van de Turk.

### Tour door Europa
In navolging van zijn debuut groeide de belangstelling voor de machine in heel Europa. Kempelen was echter meer geïnteresseerd in zijn andere projecten en vermeed het tonen van de Turk, vaak tegen potentiële uitdagers liegend over de reparatiestatus van de machine. De Duitse schrijver Von Windisch schreef op een gegeven moment dat Kempelen zelfs "de smeekbeden van zijn vrienden en nieuwsgierige personen uit verschillende landen weigerde". In het decennium na zijn debuut in Paleis Schönbrunn speelde de Turk slechts tegen één tegenstander, Sir Robert Murray Keith, een Schotse edelman. Kempelen ging na de wedstrijd de Turk volledig ontmantelen. Hij was niet blij met de populariteit ervan en wilde liever werken aan stoommachines en machines die menselijke spraak konden repliceren.

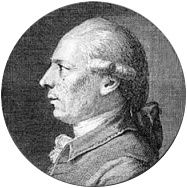
François Philidor won een wedstrijd tegen de Turk in Parijs in 1793.

In 1781 kreeg Kempelen de opdracht van keizer Joseph II om de Turk te herbouwen en naar Wenen te brengen voor een staatsbezoek van groothertog Paul van Rusland en zijn vrouw. De verschijning was zo succesvol dat groothertog Paul een rondreis door Europa voor de Turk voorstelde, een verzoek waarmee Kempelen met tegenzin instemde.
In 1783 begon de Turk met zijn Europese tour met een vertoning in Frankrijk. In Versailles werd de Turk verslagen in een wedstrijd tegen Karel Godfried de la Tour d'Auvergne, de hertog van Bouillon. Na de sessies in Versailles stegen de eisen voor een wedstrijd met François-André Danican Philidor, die als de beste schaker van zijn tijd werd beschouwd. Een wedstrijd tegen Philidor vond plaats in de Académie des Sciences. Hoewel Philidor de wedstrijd won, beschreef de zoon van Philidor de wedstrijd als "de meest vermoeiende schaakpartij" voor zijn vader. De laatste wedstrijd van de Turk in Parijs was tegen Benjamin Franklin, die destijds vanuit de Verenigde Staten als ambassadeur in Frankrijk diende. Franklin genoot naar verluidt van het spel met de Turk, was aanzienlijk geïnteresseerd in de machine en bewaarde zelfs een boek over de Turk in zijn persoonlijke bibliotheek.
Na zijn tournee door Parijs verplaatste Kempelen de Turk naar Londen, waar hij dagelijks voor vijf shilling werd tentoongesteld. Na een jaar in Londen reisden Kempelen en de Turk naar verschillende Europese plaatsen zoals Amsterdam, Dresden en Leipzig. Kempelen stierf op 70-jarige leeftijd op 26 maart 1804.

### Maelzel en de machine
Na de dood van Kempelen werd de Turk opgeborgen. In 1805 besloot de zoon van Kempelen de Turk te verkopen aan Johann Nepomuk Maelzel, een Beierse muzikant met interesse in verschillende machines en apparaten. Maelzel probeerde nog voor de dood van Kempelen de Turk te kopen, maar de twee konden het niet eens worden over de prijs. Kempelen had destijds een vraagprijs van 20.000 frank. De zoon van Kempelen verkocht de machine aan Maelzel voor de helft van dit bedrag. Na het kopen van de Turk moest Maelzel de geheimen van de machine leren en enkele reparaties uitvoeren om hem weer in goede staat te krijgen.
In 1809 arriveerde Napoleon I van Frankrijk in Paleis Schönbrunn om tegen de Turk te spelen. Volgens een ooggetuigenverslag werd Napoleon voor het begin van de wedstrijd gesalueerd door de Turk (Johann Baptist Allgaier). De details van de wedstrijd zijn in de loop der jaren in tal van verslagen gepubliceerd, waarvan vele tegenstrijdig zijn. Volgens een bron zat Napoleon aan een aparte schaaktafel. Napoleons tafel stond in een afgezet gebied, waarbij Maelzel heen en weer liep om de zet van elke speler te spelen en de toeschouwers een duidelijk zicht te geven. Op een verrassende wijze nam Napoleon de eerste zet, terwijl het gebruikelijk was dat de Turk dat zou doen. Maelzel liet het spel doorgaan. Kort daarna probeerde Napoleon een illegale zet. Na de beweging te hebben opgemerkt, zette de Turk het stuk terug naar zijn oorspronkelijke plek en ging het spel verder. Napoleon probeerde de illegale zet voor de tweede keer waarop de Turk het stuk volledig van het bord verwijderde en verder ging met zijn beurt. Napoleon probeerde vervolgens de zet een derde keer. De Turk reageerde met een zwaai van zijn arm en sloeg alle stukken van het bord. Napoleon was naar verluidt geamuseerd, en speelde toen een serieus spel met de machine, waarbij hij negentien zetten voltooide voordat hij zijn koning omgaf in overgave. Alternatieve versies van het verhaal zijn onder meer dat Napoleon niet gelukkig was met verliezen, een wedstrijd speelde met een magneet op het bord en een wedstrijd waarbij de Turk met een sjaal om het hoofd en lichaam speelde in een poging zijn zicht te belemmeren.
In 1811 bracht Maelzel de Turk naar Milaan voor een optreden met Eugène de Beauharnais, de prins van Venetië en onderkoning van Italië. Beauharnais genoot zo veel van de machine dat hij aanbood hem van Maelzel te kopen. Na enkele onderhandelingen kocht Beauharnais de Turk voor 30.000 frank — drie keer zo veel als wat Maelzel had betaald. In 1815 keerde Maelzel terug naar Beauharnais in München en vroeg om de Turk terug te kopen.

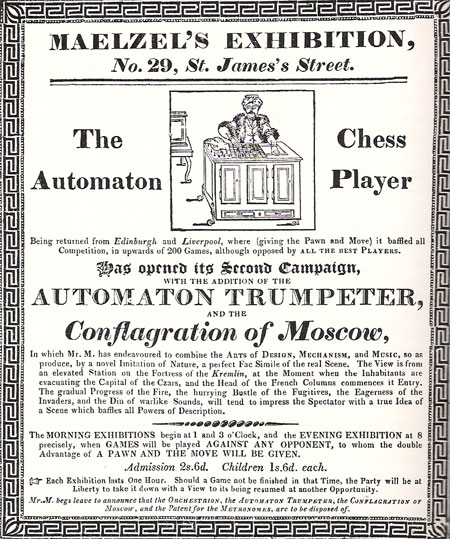
Een advertentie voor het optreden van de Turk in Londen

Na de terugkoop bracht Maelzel de Turk terug naar Parijs, waar hij kennis maakte met veel van de toonaangevende schakers in Café de la Régence. Maelzel verbleef in Frankrijk met de machine tot 1818. In Londen kregen Maelzel en zijn act veel persaandacht. Maelzel installeerde een geluidsmachine, zodat de machine "Échec!" kon zeggen bij het schaak zetten van een speler.
In 1819 nam Maelzel de Turk mee op een tournee door het Verenigd Koninkrijk. Er waren verschillende nieuwe ontwikkelingen in zijn act, zoals de tegenstander toestaan de eerste zet te spelen en het verwijderen van de pionnen van de Turk. Deze handicap zorgde voor meer interesse in de Turk en bracht zelfs een boek voort van W.J. Hunneman waarin de wedstrijden met deze handicap werden vastgelegd. Ondanks de handicap eindigde de Turk (destijds beheerd door Mouret) met vijfenveertig overwinningen, drie verliezen en twee patstellingen.

### Maelzel in Noord-Amerika
De verschijningen van de Turk waren winstgevend voor Maelzel, waardoor hij de act continueerde in de Verenigde Staten. In 1826 organiseerde hij een tentoonstelling in New York dat langzaam aan populariteit groeide, wat uiteindelijk leidde tot vele krantenverhalen. Ook kreeg hij anonieme bedreigingen van mensen die het geheim van de machine wilden weten. Maelzel had problemen met het vinden van een geschikte bediener van de machine. Uiteindelijk koos hij weer voor zijn voormalige operator, William Schlumberger, die hij liet overkomen uit Europa.
Bij aankomst van Schlumberger werd de act voortgezet in steden zoals Boston, Philadelphia en Baltimore. In Baltimore speelde de Turk onder andere een wedstrijd tegen Charles Carroll, een ondertekenaar van de Amerikaanse Onafhankelijkheidsverklaring. Twee mannen uit Baltimore besloten hun eigen machine te bouwen genaamd de "Walker Schaakspeler". Maelzel bekeek de concurrerende machine en probeerde hem te kopen, maar het aanbod werd afgewezen. De Walker Schaakspeler toerde een aantal jaren, maar kreeg nooit de bekendheid van de Turk en raakte uiteindelijk in de vergetelheid.
Gedurende de jaren 30 van de 19e eeuw bleef Maelzel door de Verenigde Staten reizen, waarbij hij de machine tentoonstelde tot aan het westen van de rivier de Mississippi. Ook bezocht hij Canada in deze periode. In de Amerikaanse staat Virginia werd de Turk geobserveerd door schrijver Edgar Allan Poe. Poes essay Maelzel's Chess Player werd gepubliceerd in april 1836 en is vandaag de dag het bekendste stuk over de Turk. Echter, veel van Poes hypothesen over de machine waren onjuist, zoals dat een schaakmachine altijd moet winnen.
Maelzel nam de Turk uiteindelijk mee op zijn tweede tournee naar de Cubaanse hoofdstad Havana. In Cuba stierf Schlumberger aan gele koorts waardoor Maelzel zonder operator voor zijn machine achterbleef. Terneergeslagen stierf Maelzel in zee op 66-jarige leeftijd in 1838 tijdens zijn terugreis, waarbij hij zijn machine bij de kapitein achterliet.

### Laatste jaren en daarna

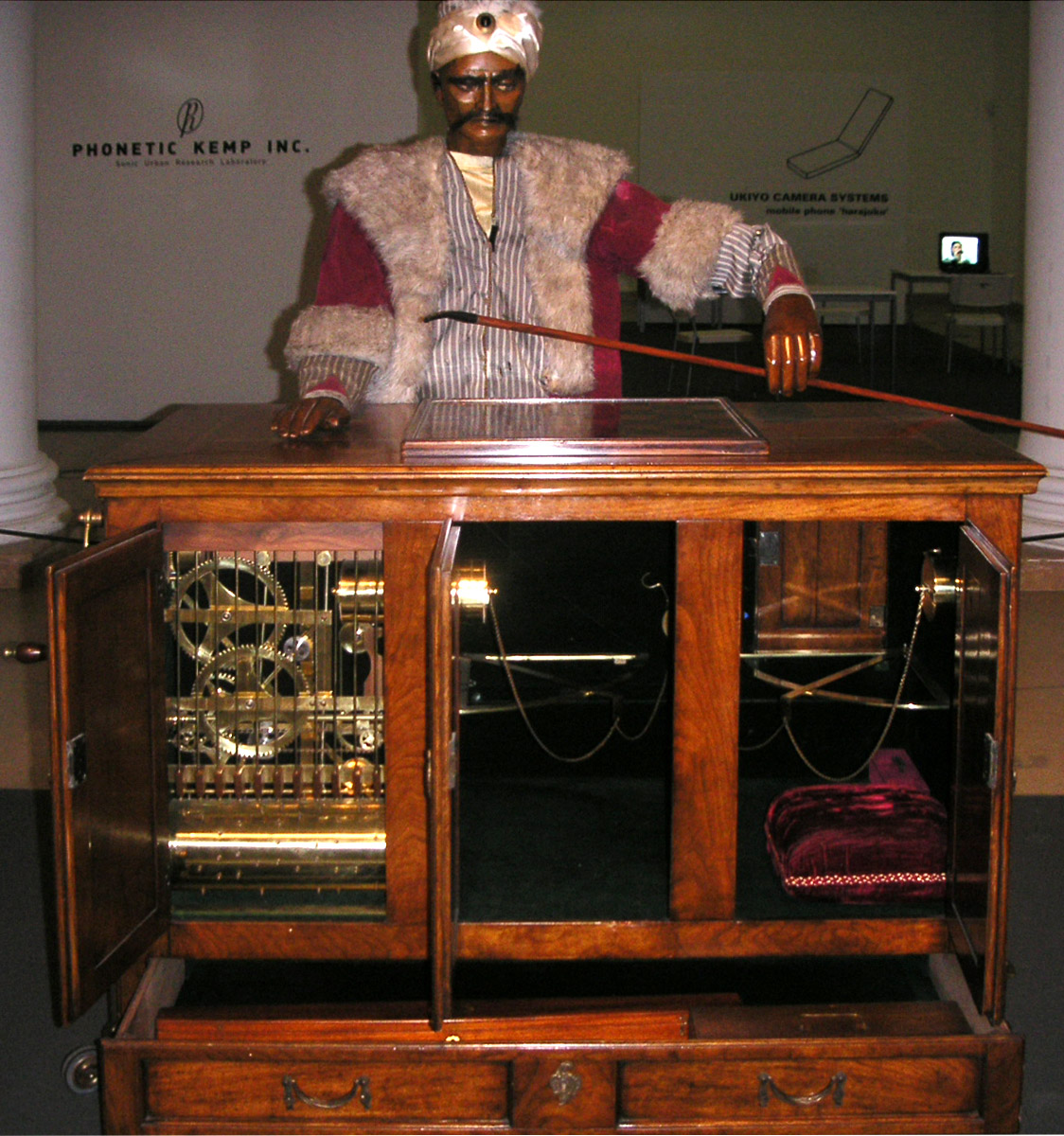
Een reconstructie uit de jaren 80

Bij de terugkeer van het schip waarop Maelzel stierf, werd de Turk overhandigd naar een vriend van Maelzel, de zakenman John Ohl. Hij probeerde de Turk te veilen, maar vanwege het lage bod kocht hij hem uiteindelijk zelf voor $400. Pas toen John Kearsley Mitchell uit Philadelphia, de persoonlijke arts van Edgar Allan Poe en een bewonderaar van de Turk, Ohl benaderde, veranderde de Turk opnieuw van eigenaar.
Hij koos ervoor om de machine te doneren aan een museum van Charles Willson Peale. Hoewel de Turk nog steeds af en toe gebruikt werd in tentoonstellingen, werd hij uiteindelijk verbannen naar de hoeken van het museum en werd hij vergeten tot 5 juli 1854. Op die dag stond het National Theatre in Philadelphia in brand. Het vuur verspreidde zich naar het museum van Charles Willson Peale, waardoor ook de Turk in vlammen opging. Mitchell geloofde dat hij had gehoord "door de worstelende vlammen ... de laatste woorden van onze overleden vriend, de vaak herhaalde lettergrepen, échec! échec!!"
Een Amerikaanse bouwer van apparatuur voor goochelaars besteedde $120.000 aan het bouwen van zijn eigen versie van de machine tussen 1984 en 1989. De machine maakte gebruik van het originele schaakbord dat apart van de originele Turk werd bewaard en niet vernietigd werd door het vuur. De eerste openbare vertoning van deze gereconstrueerde Turk was in november 1989 tijdens een conferentie over de geschiedenis van goochelarij. De machine werd gepresenteerd zoals Kempelen het origineel presenteerde, behalve dat de tegenstander werd vervangen door een computer met een schaakprogramma.

## Onthulling van de geheimen
Hoewel er veel boeken en artikelen werden geschreven over de werking van de Turk gedurende de levensduur van de machine zelf, waren de meeste onnauwkeurig met onjuiste conclusies.
Het was pas met de reeks artikelen van Silas Mitchell in The Chess Monthly dat het geheim volledig werd onthuld. Mitchell, zoon van de laatste eigenaar van de Turk, schreef dat "er nooit een geheim beter werd bewaard dan het geheim van de Turk". Omdat de Turk in vlammen opging ten tijde van deze publicatie, vond Silas Mitchell dat er "geen reden meer was om de oplossing voor dit oude raadsel te verbergen voor de liefhebbers van schaken".
In 1899 publiceerde The American Chess Magazine een verslag over de wedstrijd van de Turk met Napoleon Bonaparte. Hierin werd een uitgebreide geschiedenis uiteengezet samen met een beschrijving van de Turk bestaande uit diagrammen gebaseerd op eerdere publicaties. Een ander artikel, geschreven in 1960 voor de American Heritage Magazine, leverde nieuwe diagrammen op over hoe de bestuurder in de kast zat.
De belangstelling voor de Turk nam toe met de oprichting van de schaakcomputer Deep Blue van IT-bedrijf IBM, wat leidde tot publicatie van het boek The Turk, Chess Automaton (2000) van Gerald M. Levitt en het boek The Turk: The Life and Times of the Famous Eighteenth-Century Chess-Playing Machine van Tom Standage. De Turk werd gebruikt als personificatie van Deep Blue in de documentaire Game Over: Kasparov and the Machine uit 2003.

## Nalatenschap en kunst

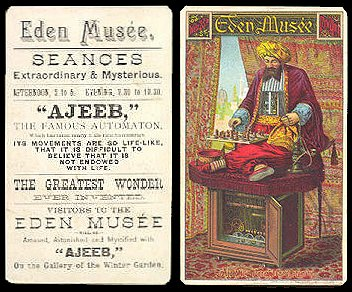
Een advertentie voor een tentoonstelling van Ajeeb, een imitatie van de Turk

De populariteit en het mysterie van de Turk inspireerde de bouw van enkele uitvindingen en imitaties zoals Ajeeb (de Egyptenaar), die in 1885 een wedstrijd speelde tegen de Amerikaanse president Grover Cleveland. De eerste imitatie werd gemaakt terwijl Maelzel in Baltimore was. Gemaakt door de Brothers Walker, debuteerde de "American Chess Player" in mei 1827 in New York. In 1912 werd de torresmachine gebouwd door Leonardo Torres y Quevedo, de eerste echte schaakspel-automaat.
De Turk werd in Londen bezocht door de Britse geestelijke en uitvinder Edmund Cartwright in 1784. Hij was zo geïntrigeerd door de Turk dat hij zich later zou afvragen of "het moeilijker is om een machine te bouwen die kan weven". Cartwright had vervolgens binnen een jaar een prototype van een weefmachine gepatenteerd.
Le Joueur d'échecs, een stille speelfilm van Raymond Bernard, is een avonturenverhaal dat zich afspeelt in de nasleep van de eerste van de partities van Polen waarbij in de film gebruik wordt gemaakt van elementen uit het verhaal van de Turk.
De Turk heeft ook werken van literaire fictie geïnspireerd. In 1849, slechts enkele jaren voordat de Turk in vlammen opging, publiceerde Edgar Allan Poe een verhaal genaamd Von Kempelen and His Discovery. Het prozawerk Moxon's Master van Ambrose Bierce uit 1909 is een morbide vertelling over een schaakautomaat die op de Turk lijkt. In 1938 publiceerde John Dickson Carr de gesloten-kamermoordroman The Crooked Scharnier, waarbij een automaton op een manier te werk gaat die voor de personages niet te verklaren is. De sciencefiction The Marvelous Brass Chessplaying Automaton van Gene Wolfe bevat ook een apparaat dat veel lijkt op de Turk.
In 2005 lanceerde Amazon.com de Amazon Mechanical Turk. De webgebaseerde applicatie coördineert programmeertaken met menselijke intelligentie, deels geïnspireerd door de manier waarop Kempelens Turk opereerde.